# Haidamaka

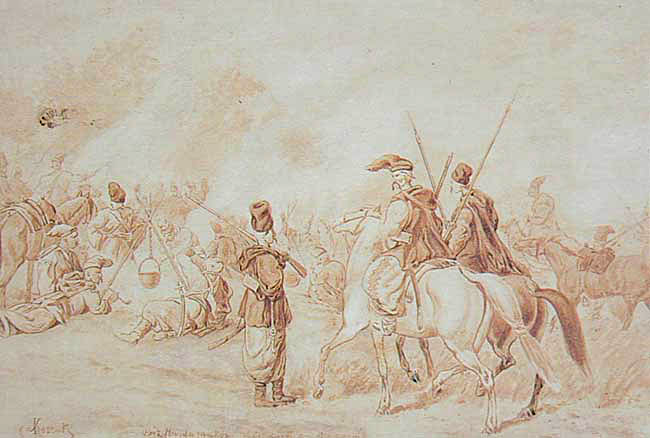
Gruppo di Haidamaka

Gli haidamaka, o haidamaky (in ucraino Гайдамаки?, Hajdamaky, dal turco haydamak, cercare) furono un gruppo paramilitare formato perlopiù da cosacchi e contadini, che imperversarono, durante il XVIII secolo nella riva destra ucraina. Furono acerrimi rivali degli szlachta, i nobili polacchi. L'equivalente balcanico degli haidamaka sono gli hajduk. Occasionalmente, come nel 1734 operarono anche nella sponda sinistra del Dnieper. I loro massacri di gesuiti, ebrei e polacchi divennero tristemente famosi in Polonia, tanto che il termine hajdamactwo venne impiegato per descrivere, nel modo peggiore, tutto il popolo ucraino. In Ucraina invece, essi sono valutati generalmente in modo positivo, specialmente nei racconti popolari o nelle ballate. Anche il celebre poeta ucraino Taras Hryhorovyč Ševčenko dedicò agli haidamaka una poesia.